# Zilla (kaiju)
Zilla (ジラ Jira?) är ett fiktivt filmmonster som först uppträdde i filmen Godzilla: Final Wars från 2004, regisserad av Ryuhei Kitamura. Zilla är i filmen ett monster som skapades och släpptes lös av utomjordingar för att döda Godzilla. 
Zilla är en variation av titelmonstret Godzilla från filmen Godzilla från 1998, men existerar endast i Tohos Godzilla-universum och inte enligt tidslinjen i filmen från 1998. 
Kitamura döpte sin skapelse till Zilla därför att han tyckte att filmen från 1998 "had taken the 'God' out of Godzilla".[källa behövs]

## Filmer

### Godzilla: Final Wars(2004)
I Godzilla: Final Wars attackerar Zilla, som kontrolleras av utomjordingar kallade Xilians, Sydney i Australien, och slåss mot Japans Godzilla. Zilla gjorde små framträdanden i filmen och tillintetgjordes ganska snabbt då Godzilla piskade Zilla med sin svans så att Zilla flög in i Sydneys operahus och sedan använde sin radioaktiva andedräkt på Zilla.

## Serietidningar

### Godzilla: Rulers of Earth(2013-2015)
Zilla har gjort flera framträdanden i serietidningen Godzilla: Rulers of Earth vilken släpptes den 19 juni 2013.